# نیلز نیلسن (ورزشکار)
نیلز نیلسن (انگلیسی: Niels Nielsen; ۵ اکتبر ۱۸۸۳ – ۹ فوریهٔ ۱۹۶۱) قایقران، و قایقران قایق بادبانی اهل نروژ بود.